# オルフェーシュチ
オルフェーシュチ (oilliphéist、ollpheist、ollphéist、oillepheist) は、ゲール語圏で湖、川、海と関係が深い、大蛇に似た怪物である。

## 解説
アイルランドやスコットランドの伝承に登場する蛇や竜の怪物は、蛇に似たワームが多く、翼を生やし口から炎を吹くような、ドラゴンらしい竜は少ない。また、伝承中に怪物の姿形などの描写が少ないというのも特徴の1つである。
オルフェーシュチは蛇に似ているとされている。ゲール語圏内の同様の怪物には他にウィリェヴェイシュト(uilebheisd) がいる。